# Adriaen Isenbrant
Adriaen Isenbran(d)t of Ysenbran(d)t (Haarlem?, ca. 1490 – Brugge, juli 1551) was een Vlaams kunstschilder die behoorde tot de Noordelijke renaissance. Hij was gespecialiseerd in religieuze onderwerpen en stichtelijke schilderijen. Zijn naam wordt ook soms geschreven als Isenbrant, Ysenbrant, Ysenbrandt of Hysebrant. Men neemt aan dat hij de anonieme Meester der Zeven Smarten van Maria is.

## Biografie

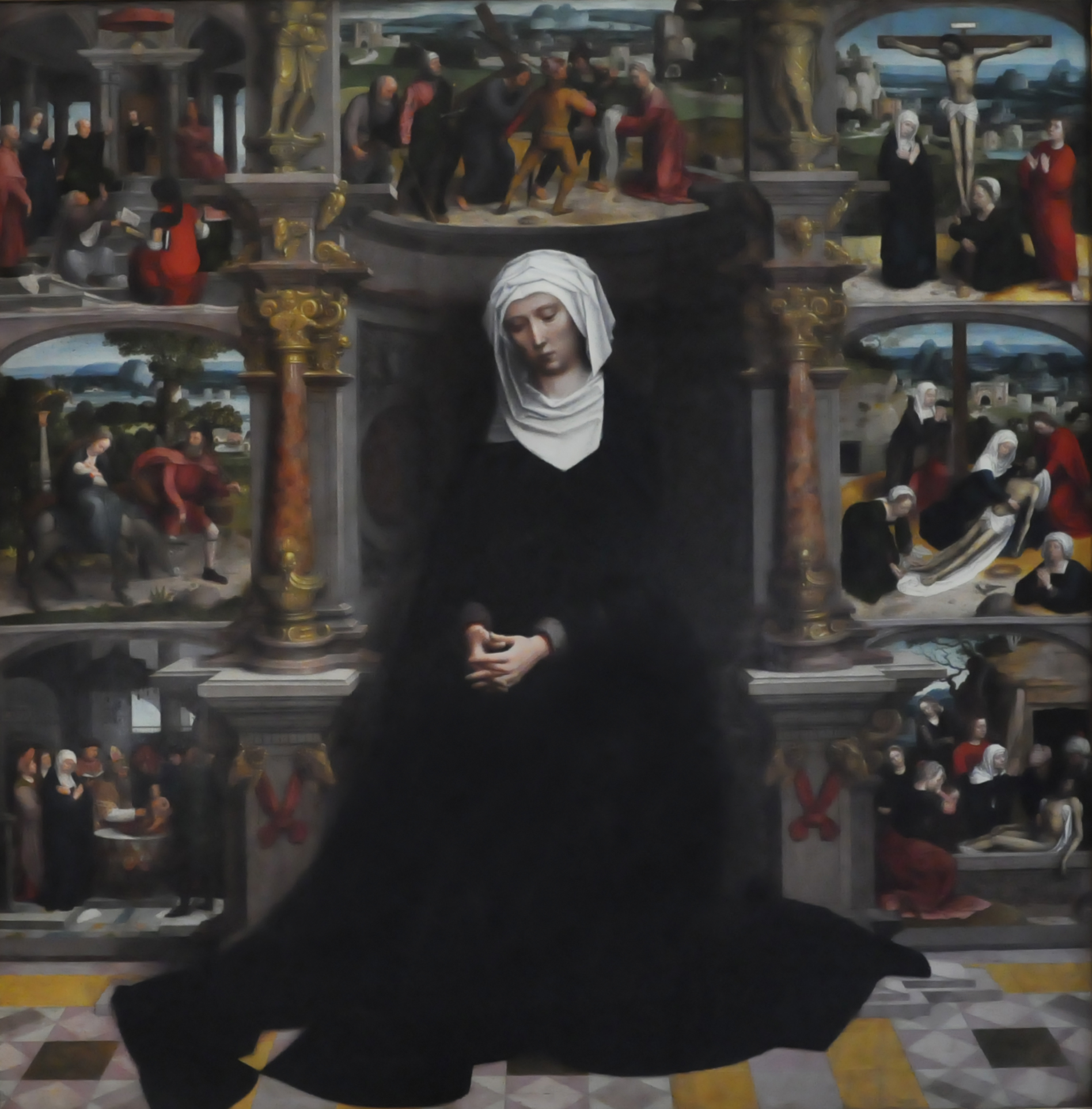
Onze-Lieve-Vrouw van zeven smarten in de Onze-Lieve-Vrouwekerk (Brugge)

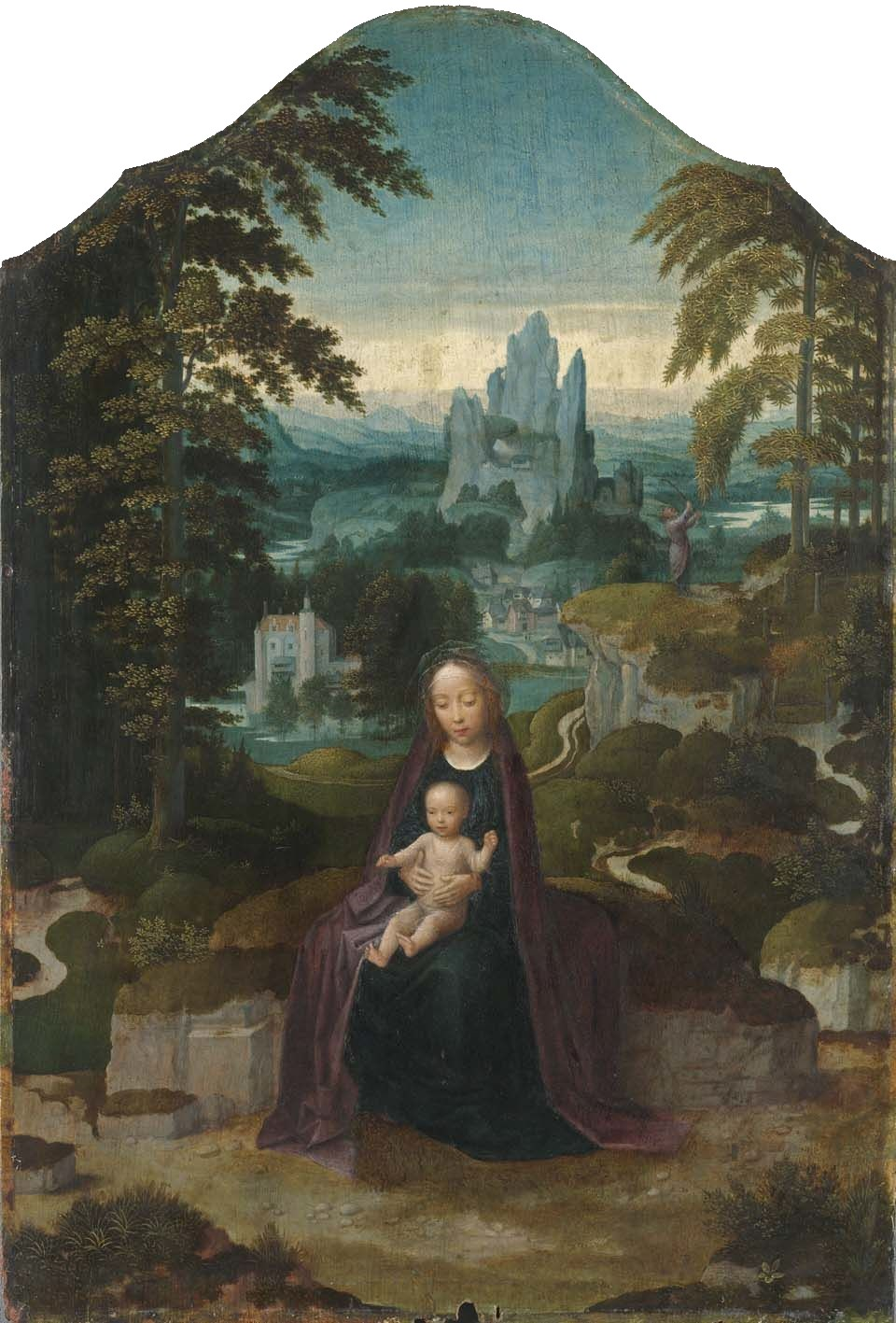
Rust gedurende de Vlucht naar Egypt in de Alte Pinakothek, München; Schilderij op houtpaneel, 49,4 × 34 cm

Men weet slechts weinig af van zijn leven. Veel steunt op hypotheses. Hij is mogelijk geboren in Haarlem rond 1490. Men weet niet waar of bij wie hij zijn opleiding als schilder heeft gekregen.
Hij wordt voor het eerst vernoemd in 1510 toen hij in Brugge kwam wonen en zijn stadsrechten afkocht. In november 1510 werd hij erkend als meester in het Sint-Lucasgilde en in het goudsmedengilde van Sint-Elooi. Hij werd later negen maal tot “vinder” (= deken) verkozen en tweemaal tot “gouverneur” van het gilde.
Hij huwde tweemaal. Een eerste maal met Maria Grandeel, dochter van de schilder Peter Grandeel. Dit huwelijk resulteerde in één kind. Na haar dood in 1537, hertrouwde hij voor 1543 met Clementine de Haerne. Uit dit huwelijk had hij drie kinderen, twee dochters en een zoon. Hij had eveneens een buitenechtelijke dochter met de herbergierster Katelijne van Brandenburch (die tevens de maîtresse was van de schilder Ambrosius Benson). Benson en Isenbrant waren goede vrienden. Hun uitspattingen in Brugge werden geboekstaafd in eigentijdse documenten.
Adriaen Isenbrant werd naast zijn eerste vrouw begraven op het kerkhof van de Sint-Jakobskerk in Brugge.

## Professioneel leven
Isenbrant werkte in het atelier van Gerard David, de meest vooraanstaande  schilder van zijn tijd in Brugge. Hij werkte er samen met Albert Cornelis (voor 1513-1531) en Ambrosius Benson, een schilder uit Lombardije. Reeds in die tijd werd Isenbrant een "meester" genoemd. Beiden bouwden voort op de sterke artistieke traditie van hun voorgangers met hun portretten ten halve lijve voor de burgerlijke elite.
Isenbrant wordt vermeld in het boek De Brugensibus eruditionis fama claris libri duo van de priester Antonius Sanderus (Amsterdam, 1624). Zonder deze vermelding hadden we nooit zijn echte naam gekend. Sanderus verwijst naar teksten van de Florentijn Lodovico Guicciardini, het "Schilderboeck" van Karel van Mander en de (verloren) nota's van de Gentse jurist Dionysius Hardwijn (of Harduinus, 1530-1604). Deze laatste schrijver, die rond 1550 verschillende jaren in Brugge had verbleven, vermeldt Isenbrant als een leerling van de oude schilder Gerard David. Hij muntte uit in naakten en portretten.
Mogelijk heeft Isenbrant in 1511 een reis gemaakt naar Genua, samen met Joachim Patinir en Gerard David. In elk geval kan men duidelijk de invloed van Gerard David in de werken van Isenbrant zien, zowel in de compositie als in de weergave van het landschap op de achtergrond.
De eminente kenner van vroege Vlaamse kunst en kunsthistoricus Georges Hulin de Loo kwam in 1902 tot de conclusie in zijn kritische tentoonstellingscatalogus De Vroege Vlaamse Meesters in Brugge dat Isenbrant moet vereenzelvigd worden met de "Meester van de Zeven Smarten van Maria". Hij moet tevens aanzien worden als de auteur van een groot aantal schilderijen die voorheen door de Duitse kunsthistoricus Gustav Friedrich Waagen werden toegeschreven aan Gerard David en Jan Mostaert. Om deze reden wordt Isenbrant soms de Pseudo-Mostaert genoemd. Deze attributies kunnen niet onomstotelijk bewezen worden, maar ze worden toch algemeen aanvaard door de experten.
Er kan geen enkel schilderij aan Isenbrant toegeschreven worden door uitsluitend te steunen op geschreven documenten. Er bestaat echter wel een document waarin staat dat hij schilderijen had verzonden van Antwerpen naar Spanje. Dit toont aan dat hij niet alleen opdrachten uitvoerde voor de lokale markt, maar tevens werkte voor de export.
Er bestaan slechts twee schilderijen van hem die gedateerd zijn:
- Portret van Paulus de Nigro (Groeningemuseum, Brugge) (1518);
- De Bröhmse triptiek met de Aanbidding der Wijzen. Dit was zijn meest monumentale werk. Het stond in de Marienkirche in Lübeck, maar het werd vernield bij het bombardement van 1942. Het bevatte het portret van Nicholas Brömse, burgemeester van Lübeck vanaf 1520. Hij werd afgebeeld als een der Drie Koningen.

Een van zijn eerste werken was het tweeluik (circa 1518-1521) Diptiek van Joris van de Velde met als rechterluik Onze-Lieve-Vrouw van Zeven Smarten (Onze-Lieve-Vrouwekerk te Brugge) en als linkerpaneel het stichtersluik (KMSK te Brussel). Uit dit werk blijkt dat Isenbrant bekend moet zijn geweest met de grafiek van Albrecht Dürer.
Kort daarop had hij reeds een belangrijk atelier in Brugge, waarschijnlijk in de Korte Vlaminckstraat. Dit was niet ver van het atelier van Gerard David aan de Vlamijncbrugghe en nabij het voormalig atelier van Hans Memling. In die tijd was Brugge nog een der rijkste steden van Europa. Welgestelde handelaars bestelden diptieken en portretten voor persoonlijk gebruik. Isenbrant schilderde het meest in opdracht van privécliënten. Hij heeft nochtans een aantal schilderijen gemaakt zonder bestelling, zodat ze konden verkocht worden aan belangstellenden. Hij had zoveel werk dat hij verplicht was werk uit te besteden aan andere schilders in Brugge. Dit blijkt onder andere uit een klacht tegen Jan van Eyck wegens het in gebreke blijven bij het afleveren van een besteld schilderij. Hij trad ook op als Brugs tussenpersoon voor Adriaan Provoost (zoon van Jan Provoost), die in 1530 naar Antwerpen was verhuisd.
Eigentijdse bronnen vermelden derhalve dat Isenbrant een befaamde en welgestelde schilder is. Toen hij stierf, erfden zijn kinderen vier huizen met omringende gronden.
Het was de gewoonte bij grote meesters, zoals Isenbrant, om slechts de voornaamste delen van een werk zelf te schilderen, zoals het gelaat en blote lichaamsdelen van de voornaamste figuren (geaccentueerd met bruin pigment). De achtergrond werd ingeschilderd door assistenten. Derhalve hing de uiteindelijke kwaliteit van het werk grotendeels af van de uitvoering en de bekwaamheid van de assistenten.
Hierdoor vertonen zijn werken een ongelijke uitvoering. Diezelfde assistenten zorgden ook voor de verschillende versies van "Madonna en Kind", die aan Isenbrant werden toegeschreven. Die vele versies gaven hem de reputatie een enorm aantal schilderijen te hebben vervaardigd. In tegenstelling met eigentijdse meesters, is er van hem slechts één assistent bij naam bekend, namelijk Cornelis van Callenberghe, die het atelier vervoegde in 1520. De tentoonstelling in 1902 in Brugge over de Vroege Vlaamse Meesters kon derhalve een groot aantal van zijn werken tonen aan het publiek.
Hij werkte in 1520 samen met een aantal andere kunstenaars aan de versiering voor de triomfantelijke intrede van keizer Karel V in Brugge.

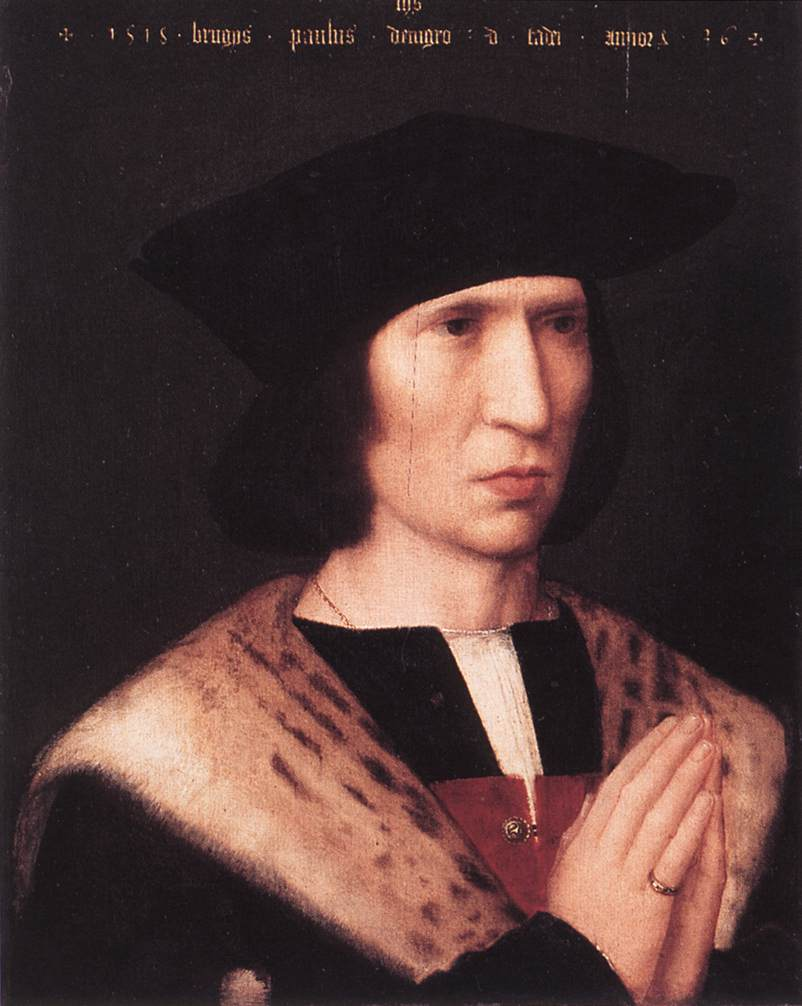
Portret van Paulus de Nigro (Groeningemuseum, Brugge) (1518)

Zijn schilderijen zijn nauwgezet afgewerkt met een grote zin voor verfijning. Hij was een uitmuntende colorist. Hij schilderde zijn figuren in levendige kleuren, in het bijzonder met een vlammend rood en donkerblauwe kleuren tegen een achtergrond van kronkelende rivieren en dikbebladerde bomen (invloed van Gerard David), gesitueerd in welige heuvellandschappen met een kasteel boven op een verticale rots, typisch voor Isenbrant.
Hij kopieerde niet alleen de composities van Gerard David, maar eveneens die van oudere meesters zoals Jan van Eyck, Hugo van der Goes en Hans Memling. Hij ontleende composities van Jan Gossaert (waardoor hij lange tijd met hem verward werd) en tekeningen van Albrecht Dürer en Martin Schongauer. Dit was echter de normale praktijk in die tijd. Niettegenstaande dit alles, behouden de schilderijen van Adriaen Isenbrant toch hun individualiteit.
Hij schilderde ook enkele portretten, zoals het portret van Paulus de Nigro (Groeningemuseum, Brugge), De goudweger (1515-1520) (Metropolitan Museum, New York) en Jonge man met Rozenkrans (Norton Simon Museum, Pasadena, Californië). Deze portretten zijn stereotypisch uitgevoerd en de personages zijn levenloos afgebeeld. Toch vallen deze portretten op door hun zachte toets en de sfumato-effecten in de contouren. Deze sfumatotechniek werd hem waarschijnlijk aangeleerd door Ambrosius Benson.

## Conclusie
Men kan duidelijk de invloed zien van de Italiaanse renaissance in de gedetailleerde uitvoering van modieuze scene-elementen zoals krulversieringen op antieke kapitelen en het gebruik van ramskoppen, zoals in zijn werk De Mis van H. Gregorius de Grote (J. Paul Getty Museum, Los Angeles) en Maria en Kind (1520-1530) (Rijksmuseum, Amsterdam). Door het gebruik van deze elementen kan Isenbrant beschouwd worden als de voorloper van de renaissanceschilder Lanceloot Blondeel.
Isenbrant behoort, samen met Benson, tot een generatie die de generatie van Gerard David en Jan Provoost overlapt en in hun voetstappen treedt.

## Voornaamste werken
Men kan veel van zijn schilderijen bezichtigen in de collecties van de grootste musea ter wereld zoals :
- Onze-Lieve-Vrouw van Zeven Smarten (zie afbeelding) (Onze-Lieve-Vrouwekerk, Brugge) (1521)
- Madonna met Kind op een troon (privécollectie) (ca. 1510)
- Madonna met Kind (Museu Nacional Machado de Castro, Coimbra, 1505-1510)
- Triptiek met de “Opdracht van Jezus in de Tempel (Sint-Salvatorskathedraal, Brugge)
- Maria Magdalena in een landschap (National Gallery, Londen) (1515-1520)
- Triptiek met H. Hiëronymus, H. Catherina en Maria Magdalena (Hamburger Kunsthalle, Hamburg) (1510-1520)
- Madonna en Kind met een lid van de Hillensberger familie (Lowe Art Museum, University of Miami, Coral Gables, Florida)
- Portret van Paulus de Nigro (Groeningemuseum, Brugge) (1518)
- Madonna en Kind  (Museum voor Schone Kunsten, Boedapest) (1520)
- Rust gedurende de vlucht naar Egypte (Staatliche Museen zu Berlin) (1520)
- Rust gedurende de vlucht naar Egypte (Alte Pinakothek, Munich)
- Rust gedurende de vlucht naar Egypte (Museum voor Schone Kunsten (Gent)) (1520-1530)
- Rust gedurende de vlucht naar Egypte (Kunsthistorisches Museum, Wenen) (1520-1530)
- Rust gedurende de vlucht naar Egypte (National Gallery of Ireland, Dublin) (1520-1530)
- Rust gedurende de vlucht naar Egypte (Koninklijk Museum voor Schone Kunsten (Antwerpen) (1520-1530/40)
- Kruisiging (Los Angeles County Museum of Art) (c. 1525)
- Kruisiging (kerk van Noddebo, Fredensborg, Seeland (Kopenhagen) (1515-1521) (navolger van Isenbrant)
- Madonna met het Kindje Jezus aan de borst  (Utah Museum of Fine Arts, Salt Lake City) (ca. 1530-1535)
- Madonna en Kind met musicerende cherubijnen  (San Diego Museum of Art, Californië) (1540)
- Gethsemane (Museum für Kunst und Kulturgeschichte, Dortmund) (1530-1540)
- Graflegging (National Gallery, Londen) (ongeveer 1550)
- Aartsengel Michael, H. Andreas en St Franciscus van Assisi (Museum voor Schone Kunsten, Boedapest)
- H. Mis van de H. Gregorius (Museo del Prado, Madrid)
- Maria Magdalena (Museo del Prado, Madrid) (Speed Art Museum, Kentucky, USA)
- Triptiek (Groeningemuseum, Brugge)
- Afname van het Kruis (Ashmolean Museum, University of Oxford,)
- Madonna en Kind (Fondation Bemberg Museum, Toulouse, Frankrijk)
- Heiligen en Schenkers (diptiek) (Museo Nacional de Bellas Artes, Buenos Aires, Argentinië)
- Retabel with Sint Pieter en schenker (Staatliche Museen zu Berlin)
- Afbeelding van een vrouw (Galleria Doria Pamphili, Rome)
- Madonna en Kind (Staatliche Museen zu Berlin)
- Aanbidding door de Drie Koningen (Alte Pinakothek, München)
- Beata Virgo inter Virgines (Alte Pinakothek, München) (kopie naar Gerard David)
- Triptiek met de  Tenhemelopneming van Maria (Musée Cluny, Parijs) (1520-1530 ?)
- Schenker met Sint Pieter en Paulus  (bruikleen uit particulier bezit aan het Groeningemuseum, Brugge)
- Geboorte van Christus (Öffentliche Kunstsammlung, Kunstmuseum, Bazel) (1520-1530)
- Geboorte van Christus (Museum Mayer van den Bergh, Antwerpen) (1530-1550)
- Maria met Kind op een troon in een nis (Rijksmuseum, Amsterdam) (op de lijst staat: ̈ Ecce Agnus Dei, Ecce Qui Tollit Peccata Mundi, wat betekent: Zie het Lam van God, zie Hij die de zonden van de wereld wegneemt.)
- Ecce Homo en rouwende Maagd (1530-1540) (Metropolitan Museum of Art, New York)
- H. Hiëronimus (privécollectie) (1560-1570) (navolger van Adriaen Isenbrant of Ambrosius Benson)

## Varia
De ware verhalen die schuilgaan achter Isenbrants triptiek 'Opdracht van Jezus in de Tempel' (Sint-Salvatorskathedraal, Brugge) worden beschreven in een boek, genre verhalende non-fictie: "Wielants opdracht, Brugges besloten licht" (2017). Daarin neemt de auteur afstand van eerdere stellingen die dit triptiek dateren van ca.1510. Die vroege datering is onrealistisch en onhoudbaar vindt hij. Hij baseert zich daarvoor op een (nog) niet gepubliceerd eigen onderzoek van 2015-16: Het Koninklijk Instituut voor het Kunstpatrimonium (KIK-IRPA) heeft die vroege datering geschrapt en genoemd boek als documentatie gekoppeld aan dit triptiek:. Dit schilderij bevat in de biddende zuster augustines ook een verscholen portret van een levend persoon uit zijn tijd.